# Óc Eo
Óc Eo (vietnamsko) je arheološko najdišče v današnji občini Óc Eo okrožja Thoại Sơn v provinci An Giang v južnem Vietnamu. Óc Eo, ki leži v delti reke Mekong, je bilo živahno pristanišče kraljestva Funan med 2. stoletjem pr. n. št. in 12. stoletjem našega štetja in morda je bilo pristanišče, ki so ga Grki in Rimljani poznali kot Cattigara. 
Znanstveniki uporabljajo izraz kultura Óc Eo za arheološko kulturo delte Mekonga, ki je značilna po artefaktih, odkritih v Óc Eo z arheološkimi preiskavami.

## Arheološko najdišče
Izkopavanja v Óc Eo so se začela 10. februarja 1942, potem ko so francoski arheologi to mesto odkrili z uporabo zračnih fotografij. Prva izkopavanja je vodil Louis Malleret, ki je mesto identificiral kot kraj, ki so ga rimski trgovci v prvih stoletjih Rimskega cesarstva imenovali Cattigara. Območje obsega 450 hektarjev.
Óc Eo leži v mreži starodavnih kanalov, ki prečkajo nizko ravnino Mekongove delte. Eden od kanalov povezuje Óc Eo z mestnim pristaniščem, drugi pa poteka 68 kilometrov severovzhodno do Angkor Boreja. Óc Eo je vzdolžno razpolovljen s kanalom, tam pa so štirje prečni kanali, ob katerih so bile morda postavljene hiše, podprte s koli.
Arheološka najdišča, ki odražajo materialno kulturo Óc Eo, so razširjena po celotnem južnem Vietnamu, vendar so najbolj koncentrirana na območju Mekongove delte južno in zahodno od mesta Hošiminh. Najpomembnejše najdišče, poleg samega Óc Eo, je v Tháp Muờiju severno od reke Tiền Giang, kjer so med drugim odkrili stelo s sanskrtskim besedilom iz 6. stoletja.
Aerofotografija leta 1958 je razkrila, da je pritok Mekonga vstopil v Tajski zaliv v obdobju Funan v bližini Ta Keo, ki je bil takrat na obali, a je od takrat ločen od morja zaradi mulja. Takrat je bil Ta Keo povezan s kanalom z Óc Eo, kar mu je omogočilo dostop do Zaliva. Razvodnik Mekonga, razkrit na zračni fotografiji, je bil verjetno Saenus, omenjen v Ptolemajevi Geografiji kot zahodna veja Mekonga, ki ga je Ptolemaj imenoval Cottiaris. Cattigara v Ptolemajevi Geografiji bi lahko izhajala iz sanskrtske besede, Kottinagara (močno mesto) ali Kirtinagara (znano mesto).

## Ostanki
Ostanki, najdeni v Óc Eo, vključujejo keramiko, orodje, nakit, odlitke za izdelavo nakita, kovance in verske kipe. Med najdbami je zlat nakit, ki posnema kovance iz rimskega cesarstva iz obdobja Antoninov.:279 Rimski zlati medaljoni iz obdobja vladavine Antonina Pija in morda njegovega naslednika Marka Avrelija so bili odkriti v Óc Eo, ki je bilo blizu Jiaozhouja pod kitajskim nadzorom in regije, kjer kitajska zgodovinska besedila trdijo, da so se Rimljani prvič izkrcali, preden so se podali še naprej na Kitajsko, da bi izvajali diplomacijo leta 166. Številni ostanki so bili zbrani in so na razstavi v Zgodovinskem muzeju v mestu Hošiminh.
Med kovanci, ki jih je Malleret našel v Óc Eo, je bilo osem srebrnih s podobo hamse ali vietnamskega argusa (Rheinardia ocellata), očitno kovanih v Funanu.

## Óc Eo in Funan
Óc Eo je veljal za pripadajočega zgodovinskemu kraljestvu Funan (扶南), ki je cvetelo v Mekongovi delti med 2. stoletjem pred našim štetjem in 12. stoletjem n. št.. Kraljestvo Funan nam je znano iz del starodavnih kitajskih zgodovinarjev, zlasti piscev dinastičnih zgodovin, ki so črpali iz pričevanj kitajskih diplomatov in popotnikov ter tujih (vključno s funanskimi) veleposlaništev na kitajskih cesarskih dvorih. Pravzaprav je samo ime Funan artefakt kitajske zgodovine in se ne pojavlja v paleografskih zapisih starodavnega Vietnama ali Kambodže. Iz kitajskih virov pa je mogoče ugotoviti, da je bila država, ki so jo Kitajci imenovali Funan, prevladujoča država v regiji Mekongove delte. Posledično so bila arheološka odkritja v tej regiji, ki jih je mogoče datirati v obdobje Funana, identificirana z zgodovinsko politiko Funana. Odkritja v Óc Eo in sorodnih mestih so naš glavni vir za materialno kulturo Funana.
Vietnamski arheolog in zgodovinar Hà Văn Tấn je zapisal, da je bilo na sedanji stopnji znanja nemogoče dokazati obstoj funanske kulture, razširjene od Mekongove delte prek delte Chao Praya do Burme, z Óc Eo kot tipičnim reprezentativno: prisotnost podobnih artefaktov, kot so nakit in pečati iz najdišč na teh območjih, je bila preprosto rezultat trgovine in izmenjave, medtem ko je vsako od najdišč nosilo znake svojega ločenega kulturnega razvoja. Podprl je stališče Clauda Jacquesa, da je treba zaradi popolnega pomanjkanja kakršnih koli kmerskih zapisov, ki bi se nanašali na kraljestvo z imenom Funan, opustiti uporabo tega imena v korist imen, kot so Aninditapura, Bhavapura, Shresthapura in Vyadhapura, za katere je znano iz napisov, da so jih takrat uporabljali za mesta v regiji in zagotavljajo natančnejšo predstavo o resnični geografiji starodavnega kmerskega ozemlja. Hà Văn Tấn je trdil, da se je Óc Eo od poznega neolitika ali zgodnje kovinske dobe postopoma pojavil kot gospodarsko in kulturno središče Mekongove delte in je s pomembnim položajem na morskih poteh jugovzhodne Azije postal stičišče obrtnikov in trgovcev, ki je zagotavljal ustrezne pogoje za urbanizacijo, prejemanje tujih vplivov, predvsem iz Indije, kar je spodbudilo notranji razvoj.
Funan je bil del regije jugovzhodne Azije, ki je v starodavnih indijskih besedilih omenjena kot Suvarnabhumi in morda je bil del, za katerega je bil izraz prvič uporabljen.